# Collège de Lorette (Rose-Hill)
Le collège de Lorette est un établissement d'enseignement secondaire catholique de jeunes filles situé à Rose-Hill à l'île Maurice. C'est l'un des sept établissements de l'institut ND de Lorette administré à Maurice par cette congrégation. Sa devise est Cruci dum spiro fido. L'uniforme des élèves est à carreaux bleu.

## Historique
C'est le 8 septembre 1845 qu'arrivent à Port-Louis, capitale de la colonie, huit religieuses irlandaises dirigées par Mère Augustin Hearne  pour l'enseignement féminin. Elles ouvrent une école gratuite pour fillettes et jeunes filles. Ensuite elles ouvrent à la fin du XIXe siècle un collège secondaire à Curepipe, aujourd'hui l'un des plus prestigieux de l'île, puis un autre à Quatre Bornes et un autre à Saint-Pierre. Celui de Rose-Hill a ouvert en 1951. Il est aujourd'hui dirigé par Ginette Fernand, recteur, assistée de Roselyne Thomas. Le collège offre une scolarité gratuite.
La mission du collège est de s'ouvrir à tous et de former des jeunes filles. 

## Programme
Le collège de Lorette de Rose-Hill est le seul établissement secondaire non payant de l'île à proposer des cours d'allemand. Ils sont obligatoires de la classe de 1re à la 3e. Certaines passent leur bac (A Level) en allemand. Il propose aussi des cours d'hindi. Le collège est doté de laboratoires de physique-chimie et de sciences naturelles et d'un Junior Lab. L'enseignement est donné principalement en français. Les effectifs sont de 350 élèves avec une moyenne de 32 par classe.

## Sport et tradition
L'accent est mis traditionnellement sur les sports et la natation, disputés en compétitions régionales, surtout le volley-ball pour lequel son équipe est réputée. Une fête de charité annuelle est tenue tous les ans au bénéfice des pauvres de la région. Tous les derniers samedis du mois, elles apportent de la nourriture aux personnes nécessiteuses et à une trentaine de familles.